# Minnenooka
Minnenooka is een plaats in de regio Mid West in West-Australië.
Minnenooka maakt deel uit van het lokale bestuursgebied (LGA) City of Greater Geraldton, waarvan Geraldton de hoofdplaats is.
Het ligt in het stroomgebied van de Greenough, ongeveer 410 kilometer ten noordnoordwesten van de West-Australische hoofdstad Perth, 87 kilometer ten westzuidwesten van Mullewa en 36 kilometer ten zuioosten van Geraldton.
Minnenooka telde 40 inwoners in 2021. De naam is vermoedelijk Aborigines van oorsprong en zou "mierenhoop" hebben betekend.